# Theoros
Theoros bezeichnete im antiken Griechenland
1. den Orakelbefrager,
2. den Festabgeordneten, Origenes
3. den Kultbeamten,
4. den Festteilnehmer/Festzuschauer.

Allen Bedeutungen ist gemeinsam der enge, aus dem Sakralen reichende Zusammenhang zu den griechischen Göttern und deren Festen. Theoros und theoria haben damit den Sinn von „Schau des Göttlichen und des Heils“, theoria erhielt sekundär die „säkularisierte“ Bedeutung „Schau, Erkenntnis“.
Das Begriffspaar theoros/theoria fand zum Beispiel, ausgehend von der Nähe zu den antik-griechischen Mysterienkulten und der platonischen Ideenlehre, Eingang in die philosophische Mystik des Plotin, in die Christusmystik der Kirchenväter Origenes und Augustinus von Hippo und in die mittelalterliche Mystik. Heute ist der Begriff der Theorie in der Wissenschaft bedeutsam.